# Hauke Kenzler
Hauke Kenzler (* 1969 in Cuxhaven) ist ein deutscher Mittelalter- und Neuzeitarchäologe, der als Privatdozent an der Universität Bamberg lehrt.

## Leben
Das 1989 begonnene Studium der Ur- und Frühgeschichte, Geographie und Ethnologie an der Universität Hamburg schloss Hauke Kenzler 1995 mit dem Magister artium ab. Thema der Arbeit waren Archäologische Untersuchungen zu Funden und Befunden des Hauses Königstraße 9 in Lübeck. 1999 wurde er mit einer Arbeit über Archäologische Untersuchungen zum Kornmarkt in Zwickau. Das Beispiel eines mittelalterlichen Marktplatzes im Gefüge der Stadt und die absolute Chronologie der Zwickauer Keramik promoviert. 2010 habilitierte er sich an der Universität Bamberg mit dem Thema Die hoch- und spätmittelalterliche Besiedlung des Erzgebirges. Strategien zur Kolonisation eines landwirtschaftlichen Ungunstraumes.
Von 1995 bis 2001 und 2003/2004 war er am Landesamt für Archäologie Sachsen beschäftigt und leitete die Stadtkerngrabungen in Zwickau (bis 1997) und die interdisziplinären Untersuchungen in Breunsdorf, Lkr. Leipziger Land, einem für den Braunkohlentagebau vollständig devastierten Dorf. 2002/03 oblag ihm die Inventarisation der archäologischen Sammlung des Leipziger Naturkundemuseums am Ausbildungszentrum Lichtenstein. Von 2004 bis 2011 war er wissenschaftlicher Assistent und Akademischer Oberrat am Lehrstuhl für Archäologie des Mittelalters und der Neuzeit der Universität Bamberg, wo er sich 2009 über die hoch- und spätmittelalterliche Besiedlungsgeschichte des Erzgebirges habilitierte.  Danach war er als selbständiger Archäologe, Gebietsreferent beim Bayerischen Landesamt für Denkmalpflege (2014/15) und Wissenschaftlicher Mitarbeiter an der Universität Tübingen (2012–2015 und 2017) tätig. Er hat Lehraufträge an den Universitäten Prag (2012) und Halle (2014) wahrgenommen, hatte eine Vertretungsprofessur in Tübingen (2016/17) und war Gastprofessor in Wien (2017).
Hauke Kenzler hat zahlreiche Ausgrabungen durchgeführt und an großen und kleinen Ausstellungen mitgewirkt. Die Vermittlung archäologischen Wissens an eine breite Öffentlichkeit gehört zu seinen wichtigsten Anliegen. Schwerpunkte seiner Forschungen beziehen sich auf die Landschaftsarchäologie im deutsch-tschechischen Grenzraum, die Kreuzfahrerzeit in Palästina, Montanarchäologie und neuzeitliches Bestattungsbrauchtum.

## Publikationen (Auswahl)
- Archäologische Untersuchungen zum Kornmarkt in Zwickau. Keramikchronologie – Platzgeschichte – Stadtgeschichte. (=Veröffentlichungen des Landesamtes für Archäologie mit Landesmuseum für Vorgeschichte 32.) Dresden 2001.
- Der Friedhof von Breunsdorf – Ergebnisse der archäologischen Untersuchungen. In: Judith Oexle (Hrsg.): Beiträge zur Sakralarchitektur und zum Totenbrauchtum in einem Dorf südlich von Leipzig. Breunsdorf Bd. 2. Dresden 2002, S. 147–300.
- Struktur und Entwicklung der Bergstadt auf dem Treppenhauer. Ergebnisse der archäologischen Untersuchungen von 2005 bis 2007. In: Arbeits- und Forschungsberichte zur sächsischen Bodendenkmalpflege 50, 2008, ISBN 978-3-910008-86-1, S. 263–307.
- Die hoch- und spätmittelalterliche Besiedlung des Erzgebirges. Strategien zur Kolonisation eines landwirtschaftlichen Ungunstraumes. Bamberger Schriften zur Archäologie des Mittelalters und der Neuzeit 4, Rudolf Habelt, Bonn 2012, ISBN 978-3-7749-3742-0.
- Religion, Status and Taboo. Changing Funeral Rites in Catholic and Protestant Germany. In: Sarah Tarlow (Hrsg.): The Archaeology of Death in Post-medieval Europe. Warschau/Berlin 2015, S. 148–169.
- zus. mit Hans Losert: Die Rekonstruktion mittelalterlicher Lebenswelten / The Reconstruction of Medieval Lifeworlds. Ein Kolloquium zum 60. Geburtstag von Ingolf Ericsson. Bamberger Kolloquien zur Archäologie des Mittelalters und der Neuzeit 2. Eckhard Bodner, Pressath 2015, ISBN 978-3-939247-64-7.
- Medieval Town Structures of Arsur in Israel on the Basis of Non-Invasive Methods. Results of a German-Israeli Project Collaboration. Zeitschrift des Deutschen Palästina-Vereins 132 (2), 2016, S. 151–174.
- zus. mit Barbara Scholkmann, Rainer Schreg: Archäologie des Mittelalters und der Neuzeit – Grundwissen. Wissenschaftliche Buchgesellschaft, Darmstadt 2016, ISBN 978-3-534-26811-5.
- Was Sie schon immer über Archäologen wissen wollten. Indiana Jones von Beruf. Books on Demand, Norderstedt 2018, ISBN 978-3-7431-2879-8.